# Лупо
Лу́по (Луп; лат. Lupo; умер не позднее 811) — архиепископ Арля (не ранее 794 — не позднее 811).

## Биография
Лупо управлял Арльской архиепархией в период её истории, недостаточно полно освещённый в исторических источниках. Из пятнадцати архиепископов, занимавших кафедру Арля между Иоанном I и Иоанном II, только о трёх (Феликсе, Вольберте и Элифанте) имеются достоверные сведения. Данные о жизни ещё нескольких прелатов (в том числе, и Лупо) историки подвергают серьёзному сомнению. О существовании же большинства глав Арльской архиепархии этого периода известно только по упоминаниям их имён в средневековых диптихах.
Согласно спискам арльских архиепископов, предшественником Лупо был Элифант, последнее упоминание о котором датировано 794 годом. Точная дата восшествия Лупо на кафедру Арля не известна.
Историк XVII века Пьер Сакси писал, что ко времени епископства Лупо относилось основание в Арльской архиепархии королём франков Карлом Великим монастыря Сен-Крю. Он связывал это событие со сражением на берегах реки Орбьё в 793 году, в котором граф Тулузы Гильом Желонский потерпел поражение от войска испанских мавров. Однако современные данные позволяют отнести основание этого монастыря к более позднему времени. Об этом свидетельствует хартия первого графа Виваре Эриберта от 804 года, содержащая его призыв к монахам Анианского аббатства составить первую общину только-что основанного им монастыря Сен-Крю.
По церковному преданию, Лупо по ходатайству короля Карла Великого получил от архиепископа Реймса Турпина мощи святого Лукиана и торжественно перенёс их в одну из восстановленных им церквей..
Точная дата смерти архиепископа Лупо не известна. Пьер Сакси считал, что это произошло в 800 году, однако никаких достоверных подтверждений этой даты им приведено не было. Вероятнее всего, Лупо скончался не позднее 811 года, времени первого упоминания его преемника на арльской кафедре, архиепископа Иоанна II.